# Pordic
Pordic ist eine französische Gemeinde mit 7.393 Einwohnern (Stand 1. Januar 2022) im Département Côtes-d’Armor in der Region Bretagne. Sie gehört zum Arrondissement Saint-Brieuc und zum Kanton Plérin. Die Bewohner nennen sich Pordicais(e).
Sie entstand als namensgleiche Commune nouvelle im Wirkung vom 1. Januar 2016 durch die Zusammenlegung der bisherigen Gemeinden Pordic und Tréméloir, die in der neuen Gemeinde den Status einer Commune déléguée besitzen. In Pordic befindet sich der Verwaltungssitz.

## Gliederung
| Ortsteil                   | ehemaliger INSEE-Code | Fläche (km²) | Einwohnerzahl zum 1. Januar 2018 |
| -------------------------- | --------------------- | ------------ | -------------------------------- |
| Pordic (Verwaltungssitz)00 | 22251                 | 28,94        | 6359                             |
| Tréméloir                  | 22367                 | 04,69        | 0869                             |

## Geographie
Die Gemeinde liegt etwa acht Kilometer nordnordwestlich von Saint-Brieuc und grenzt im Osten im Golf von Saint-Malo an den Ärmelkanal. Pordic wird umgeben von den Nachorten Binic-Étables-sur-Mer im Norden, Plérin im Süden, Trémuson im Südwesten und Trégomeur im Westen sowie Lantic im Nordwesten.
Im Südwesten liegt der Flughafen Saint Brieuc–Armor.

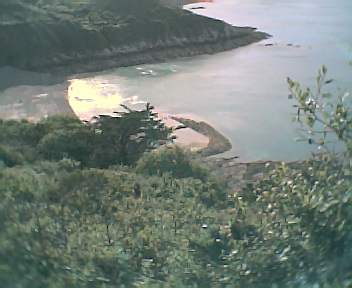
Ufer bei Petit Havre

## Sehenswürdigkeiten
- Kapelle von Vaudic
- Herrenhaus von Pré-Créhant
- Viaduc du Parfond du Gouët

## Gemeindepartnerschaften
Mit der britischen Gemeinde Hayle in der Grafschaft Cornwall (England) besteht seit 1997 eine Partnerschaft.

## Persönlichkeiten
- Louis Massignon (1883–1962), Islamwissenschaftler